# Audiffredi (famiglia)
Gli Audiffredi erano una famiglia d'origine italiana, che "francesizza" il nome del suo casato in Audiffret, stabilendosi nella valle di Barcelonnette. 

## Storia
Il ramo nizzardo della famiglia discende da Pietro d'Audiffredi, capitano di ventura, comandante le armate spagnole, governatore di Lleida nel 1517. Suo figlio Marcellino fonda il ramo di Nizza. Suo nipote, Giovanni Audiffredi, cavaliere, si stabilisce a Nizza, e si sposa a Villafranca il 6 giugno 1644 con Francesca Di Consiglio, della città di Cremona.